# Burning from the Inside
Burning from the Inside é o quarto álbum de estúdio da banda Bauhaus, lançado em 1983, pela gravadora Beggars Banquet Records. Este álbum destaca-se pela maior participação de Daniel Ash, David J e Kevin Haskins, pois Peter Murphy adoeceu durante a sua gravação, não tendo participado em algumas das músicas como "Who Killed Mr. Moonlight" e "Slice of Life". Esta ausência é, de certa forma, um anúncio do princípio do fim da banda, da carreira a solo de Murphy e da formação dos Love and Rockets.
| Críticas profissionais                                                      | Críticas profissionais |
| Avaliações da crítica                                                       | Avaliações da crítica  |
| Fonte                                                                       | Avaliação              |
| --------------------------------------------------------------------------- | ---------------------- |
| allmusic                                                                    | [ 2 ]                  |
| Esta tabela precisa de ser acompanhada por texto em prosa. Consulte o guia. |                        |

## Faixas
1. "She's in Parties" – 5:43
2. "Antonin Artaud" – 4:04
3. "Wasp" – 0:20
4. "King Volcano" – 3:29
5. "Who Killed Mr Moonlight?" – 4:54
6. "Slice of Life" – 3:43
7. "Honeymoon Croon" – 2:52
8. "Kingdom's Coming" – 2:25
9. "Burning from the Inside" – 9:19
10. "Hope" – 3:16

## Intérpretes
- Peter Murphy — vocais
- Daniel Ash — guitarra
- David J — baixo
- Kevin Haskins — bateria